# Henri Joly (sociologue)
Pour les articles homonymes, voir Henri Joly.
Jules-Charles-Henri Joly, né à Auxerre le 10 décembre 1839 et mort à Seignelay le 12 juin 1925, est un philosophe et sociologue français, connu principalement en son temps pour ses ouvrages sur la criminologie.

## Biographie
Entré à l'École normale supérieure en 1860, il est agrégé de philosophie en 1863 et docteur ès lettres en 1869. Il est professeur de philosophie au lycée de Douai, puis à la faculté des lettres de Dijon à partir de 1871. De 1881 à 1883, il supplée Elme-Marie Caro à la chaire de philosophie de la Sorbonne, où il enseigne la psychologie comparée. À partir de 1887, il est chargé d'un cours de science criminelle et pénitentiaire à la faculté de droit de Paris. Il est élu membre de l'Académie des sciences morales et politiques en 1903.
Henri Joly a publié des ouvrages dans de nombreux domaines : psychologie et psychologie comparée, philosophie (y compris des cours de philosophie et des manuels scolaires), criminologie, philosophie religieuse, socialisme chrétien, vie des saints. Membre de la Société d'économie sociale et contributeur à la revue La réforme sociale, il a également été vice-président de la Ligue nationale contre l'athéisme en 1895, président de la Croix-Blanche en 1900 et de la Société générale des prisons en 1905.

## Principales publications
- L'Instinct, ses rapports avec la vie et avec l'intelligence, essai de psychologie comparée (1869)
- L'Imagination, étude psychologique, Hachette, coll. « La Bibliothèque des merveilles » (1877)
- Psychologie comparée, l'homme et l'animal (1877)
- Éléments de morale, loi morale, devoirs de l'homme envers lui-même, envers ses semblables, envers Dieu (1880)
- Psychologie des grands hommes (1883) Texte en ligne
- Notions de pédagogie, suivies d'un résumé historique et d'une bibliographie (1884)
- Le Crime, étude sociale (1888) Texte en ligne
- La France criminelle (1889) Texte en ligne
- Le Combat contre le crime (1892)
- Le Socialisme chrétien, les origines, la tradition, les hérésies, théologiens, prédicateurs, missionnaires, la crise de 1848, les dernières écoles (1892)
- La Rome d'aujourd'hui (1895) Texte en ligne
- Psychologie des saints (1897), prix Juteau-Duvigneaux de l’Académie française en 1899
- À travers l'Europe, enquêtes et notes de voyage. En Finlande. À la recherche de l'éducation correctionnelle. Une mission à Londres. Le tour de l'Autriche. Au-delà des Pyrénées (1898)
- Pour entrer dans la vie (1899)
- St Ignace de Loyola (1899)
- Malebranche (1901) Texte en ligne
- Sainte Thérèse (1515-1582) (1902)
- De la Corruption de nos institutions (1903)
- Le Vénérable Père Eudes (1601-1680) (1907)
- La Belgique criminelle (1907)
- La Hollande sociale (1908)
- Problèmes de science criminelle (1910)
- L'Hypnotisme et la suggestion (1913) Texte en ligne
- Ozanam et ses continuateurs (1913)
- Histoire de la civilisation (1914)
- La Compagnie de Saint-Sulpice (1914)
- Le Droit féminin, Flammarion, Bibliothèque de philosophie scientifique, (1922)
- Souvenirs universitaires, précédés des Souvenirs bourguignons (1922)
- Les Crises sociales de l'Italie (1924)
- Génies sains et génies malades (1928)